# Jhony Obeso Panduro
Jhony Obeso Panduro (Santa, 2 de junio de 1991) es un futbolista peruano. Juega de Extremo derecho o lateral por derecha y su actual equipo es Deportivo Garcilaso de la Copa Perú. Tiene 33 años.

## Trayectoria
Debutó profesionalmente con José Gálvez de Chimbote, en el 2010 año en que desciende con el club, para el año 2011 juega Segunda División, logra conseguir el campeonato del primer Torneo Intermedio en 2011 y logra logra ascender tras campeona en Segunda División, así en el 2012 juega en Primera División volviéndose titular indiscutible, sin embargo el 2013 pierde la continuidad obrigando su llegada a Carlos A. Mannucci el 2014 tras no lograr ascender a Primera llega el 2015 a Alianza Universidad donde nuevamente no lograría ascender. 
Luego de un regreso a Carlos A. Mannucci el 2016 y Deportivo Hualgayoc el 2017, sería el 2018 año con el que logra con Carlos A. Mannucci ascender a Primera División por medio de un Cuadrangular de ascenso, para el 2019 no sería parte del equipo trujillano, entonces llega a Cienciano con el anhelo de volver a Primera.

## Clubes
| Club                             | País | Año         |
| -------------------------------- | ---- | ----------- |
| José Gálvez                      | Perú | 2010 - 2013 |
| Carlos A. Mannucci               | Perú | 2014        |
| Alianza Universidad              | Perú | 2015        |
| Carlos A. Mannucci               | Perú | 2016        |
| Deportivo Hualgayoc              | Perú | 2017        |
| Carlos A. Mannucci               | Perú | 2018        |
| Cienciano                        | Perú | 2019        |
| Alfonso Ugarte                   | Perú | 2020        |
| Deportivo Llacuabamba            | Perú | 2021        |
| Universidad San Martín de Porres | Perú | 2022        |
| Inkas FC                         | Perú | 2022        |
| Deportivo Garcilaso              | Perú | 2022 .      |

## Palmarés

### Campeonatos Regionales
| Título                      | Club                | País  | Año  |
| --------------------------- | ------------------- | ----- | ---- |
| Liga Departamental de Cuzco | Deportivo Garcilaso | Cusco | 2022 |

### Campeonatos nacionales
| Título                    | Club                | País | Año  |
| ------------------------- | ------------------- | ---- | ---- |
| Torneo Intermedio         | José Gálvez         | Perú | 2011 |
| Segunda División del Perú | José Gálvez         | Perú | 2011 |
| Copa Federación           | José Gálvez         | Perú | 2012 |
| Liga 2                    | Cienciano           | Perú | 2019 |
| Copa Perú                 | Deportivo Garcilaso | Perú | 2022 |

### Distinciones individuales
| Distinción                                                                | Año  |
| ------------------------------------------------------------------------- | ---- |
| Preseleccionado como volante en el mejor once de la Liga 2 según la SAFAP | 2021 |